# ديرك كيمب
ديرك كيمب (بالإنجليزية: Dirk Kemp)‏ هو لاعب كرة قدم جنوب أفريقي، (ولد في كيب تاون في جنوب أفريقيا 1913 – 1983 م). لعب مع نادي ليفربول.